# Zangalewa
Zangalewa es una canción camerunesa. Recibe el nombre de las primeras palabras de la canción: Zamina mina Zangalewa. 
El estribillo ha sido utilizado por diferentes artistas como parte de sus canciones, entre los que se destacan: Golden Sounds, Las chicas del Can y Shakira.

## Origen e historia
Formaba parte del repertorio de los soldados, pero también de diversos grupos jóvenes como los scouts, alrededor de toda África. Es una canción de ritmo ligero, y se utiliza frecuentemente como canción para las marchas.
Fue popularizada en 1986 por el grupo musical camerunés Golden Sounds, lo que le dio un gran éxito y cambió su nombre por Zangalewa.
El grupo femenino dominicano llamado Las Chicas del Can lo comenzó a cantar, como estribillo de la canción "El negro no puede" desde el año 1987, de la mano del también dominicano Wilfrido Vargas, quien formó este grupo femenino. Por tanto la primera creación del tema Zamina, Zangalewa o waka waka esta en África, de mano del grupo camerunés, quienes en todo caso han declarado que la melodía y la letra aparecieron espontáneamente cantadas desde hace mucho tiempo en varios países de África occidental, por niños boy scouts.
Se dice también que el significado "Waka-waka" era un saludo que hacían soldados de Camerún durante la Segunda Guerra Mundial.[cita requerida]
En 2010 Shakira la repite en el estribillo con el título Waka Waka (This Time for Africa) con el grupo sudafricano Freshlyground convirtiéndose en la canción oficial del Mundial Sudáfrica 2010. Fue interpretada en la ceremonia que se realizó antes de la final, como lo hizo también en el concierto de inauguración.

## Letra
Las numerosa variantes existentes de esta canción son fruto de una rica transmisión oral:

Variantes de la letra

| Variante 1 Zamina mina hé hé Waka waka éé é Zamina mina zaaangaléwa Ana wam a a yango é éikj; yango éé é Zamina mina zaaangaléwa Ana wam a a | Variante 2 Tzamina mina oh oh Waka waka eh eh Tzaminamina zangalewa Anawam ah ah dJango eh eh Zaminamina zangalewa Anawam ah ah | Variante 3 Zamina mina éh éh Waka waka éh éh Zamina mina zangalewa Anawam ah ah Zambo oh oh Zambo éh éh Zamina mina zangalewa Anawa ah ah |

## Tradición
Esta canción a priori interpretada en lengua fang, hablada en ciertas zonas de Gabón, de Camerún, de Guinea Ecuatorial y de República Centroafricana . Al ser tan popular, en muchas ocasiones la canción se canta sin conocer el significado. 
Za engalomwa significa en lengua Fang "¿Quién te ha enviado?" : ésta es la pregunta de un militar camerunés a otro de origen extranjero, Según Guy Dooh, del grupo Zangaléwa.
El término ZANGALEWA también puede venir de una expresión en Ewondo: za anga loé wa ?, que sería "¿quién te ha llamado?" Camerún siendo un país multiétnico y plurilingüe, no todos los soldados sabían hablar ewondo, era muy probable que con el tiempo el término za anga loé wa se convirtiera en el Zangalewa que nosotros conocemos hoy en día.
Cuando los jóvenes reclutas de la guardia republicana camerunesa se quejaban del rigor de la vida militar, sus jefes o sus compañeros mayores les solían plantear esta cuestión: za anga loé wa ?, que en realidad significaba algo así como: "¡nadie te ha obligado a entrar en el ejército, así que deja de chillar!"

## Traducción
Traducción detallada

| Letra original Za/ mina/ mina/ hé hé. (Zar mina ou Zak mina) en otra pronunciación Wa / ka. za/ an/ ga/ lè/ wa/ Ana/ wam/ ha/ ha yango/ hé hé | Traducción literal Vengan/ ustedes/ ustedes/ hé hé. Tú-ti/ acción. quién/ ha /hacer la acción/ llamado/ tú/ es/ yo-mí/ sí/ sí espera/ hé hé | Traducción adaptada Vamos vamos hé hé tú puedes ¿quién te envía? yo mismo espera. |

## Intérpretes
Esta canción ha sido interpretada por:
- 1986: Golden Sounds - Zangaléwa en el álbum Zangaléwa.
- 1993: Cuenta Pendiente - Isla Palmeras.[3]
- 1997: Trafassi - El Negro No Puede (Waka Waka) del álbum Tropicana (disc 1).
- 1988: Las Chicas del Can -  El negro no puede o Saminamina de su álbum Caribe.[4]
- 2004: Los Condes (Grupo de Barranquilla-Colombia) - Zangalewa.
- 2006: Nakk - Zamina.
- 2006: Zaman - Zamina.
- 2007: Cape Town - Waka Waka.
- 2008: Didier Awadi - Zamouna en el álbum Sunugaal.
- 2010: Shakira y Freshlyground - Waka Waka (This Time for Africa).[2]
- 2010: Momar Gaye & Zaman - Zamina (Waka Waka).
- 2010: Vampire Weekend - I'm Going Down.
- 2013: Selebobo - Zamina.
- 2014: Yanoret - Waka Waka (Versión Merengue).

### Otras Versiones
- Adane Best
- Vic Nees
- Massamba Diouf
- Beatmachine ft. Bugroe - Samina Samina
- Blacks à braque y Tambours majeurs en el álbum Les Hauts de Rouen percutent...
- Bush - Zangalewa zaminamina saminamina.
- BB DJ -Enfant Poli.
- Mr. Tucker - Zamina Zamina Pele